# 沖縄県道73号石川仲泊線
沖縄県道73号石川仲泊線（おきなわけんどう73ごう いしかわなかどまりせん・主要地方道石川仲泊線）は沖縄県うるま市石川と国頭郡恩納村仲泊を結ぶ主要地方道。

## 概要

### 区間
- 起点：うるま市石川（国道329号・沖縄県道255号石川池原線）
- 終点：国頭郡恩納村字仲泊（国道58号・沖縄県道6号線）
- 総延長：3.7km（実延長も同じ）

### 通過自治体
- うるま市－国頭郡恩納村

### 交差する路線
- 国道329号（起点）
- 国道331号（起点、国道329号と重複）
- 沖縄県道255号石川池原線（起点、旧国道329号）
- 沖縄自動車道（うるま市石川、石川インターチェンジ）
- 国道58号（終点）
- 沖縄県道6号線（終点）

### 重複する路線
- 沖縄県道6号線（終点部分・もとはこの路線だった）

### 主要施設
- 石川警察署（うるま市石川東山本町）

### バス
- 那覇空港リムジンバスB・Cエリア、沖縄エアポートシャトル（特急便・おんなの駅始発便を除く）が経由するが、当路線沿線に停留所は設けられていない。

## 歴史
- 1975年（昭和50年） 海洋博覧会での国道58号那覇方面から沖縄自動車道石川ICへアクセス道路、一般県道6号線のバイパスとして開通（国道58号への出入口は那覇方面にしかなかった）。
- 1976年（昭和51年） 県道6号線のバイパス部分が現路線として主要地方道に昇格。
- 1998年（平成10年） 国道58号名護方面への出入口を含めたバイパスが開通。同時に県道6号うるま市方面から国道58号へ直接アクセスできるようになった。

## 特徴
- 1975年（昭和50年）の海洋博で那覇など沖縄本島中南部方面の国道58号から当時開通したばかりの沖縄自動車道（石川 - 許田）の石川ICへのアクセス道路として建設された。したがって当時から4車線だった。また当時開通した国道58号仲泊バイパス（本線）への出入口は立体交差で那覇方面しかなく、名護方面には旧道へ迂回しなければいけなかった。1998年（平成10年）にようやく名護方面にも国道への出入口が完成し、県道6号（うるま市側）方面からの国道へのアクセスとあわせて交通の便がよくなった。